# Юрузановка
Юруза́новка (рос. Юрузановка) — присілок у складі Щучанського району Курганської області, Росія. Входить до складу Зайковської сільської ради.
Населення — 18 осіб (2010, 50 у 2002).
Національний склад станом на 2002 рік: росіяни — 100 %.